# Ферран, Дик
Дик Ферран (англ. Deak Ferrand) — американский художник швейцарского происхождения, представитель фантастического реализма, наиболее известный своими проектами локаций, внешней среды, архитектуры и космических кораблей для фильмов Дени Вильнёва «Дюна» и «Дюна: Часть вторая».

## Биография
Родился и вырос в Швейцарии, в Базеле. В детстве сформировал свой отличительный художественный стиль композиции на противопоставлении большого и малого, что сохранил и в зрелом возрасте. Получил классическое образование в области живописи и скульптуры. В 1991 году переехал в Канаду и поступил в Национальный центр анимации и дизайна (NAD) в Монреале. Через полгода после поступления работами Дика заинтересовалась канадская студия Buzz, которая пригласила его на стажировку. Позже он переехал в Лос-Анджелес и начал работать в новом филиале студии для голивудских фильмов.
Однако вскоре Buzz Los Angeles столкнулся с финансовыми трудностями и вошел в состав более крупной студии POP на правах 3D-подразделения, и Дик Ферран получил должность старшего художника по дорисовке. Одним из проектов, в которых принимал участие Дик Ферран в те годы стал фильм «Куда приводят мечты» Винсента Уорда, получивший премию «Оскар» за лучшие визуальные эффекты. Дик в составе команды студии POP отвечал за дорисовку сцен.
После того, как студию POP выкупила R!OT, Дик, вместе с коллегой Шерил Бэйнум, решили основать собственную компанию по визуальным эффектам — Hatch, специализирующуюся в области мэт-пейнтинга и продвигающую идею максимально возможного применения студийных эффектов на этапе подготовки к производству, чтобы снизить затраты, сохраняя при этом видение режиссера.
В 2017 году Дик Ферран получил должность арт-директора в крупной голивудской студии визуальных эффектов RodeoFX. Принимал участие в создании концепт-артов и эффектов для таких фильмов, как «Бегущий по лезвию 2049», «Дюна», «Песочный человек», а также нескольких эпизодов сериала «Игра престолов» — «Битва при Черноводной» и «За стеной».. Для «Дюны» Дик создал концепт-арты пейзажей Арракиса, Каладана, Гьеди Прайм, архитектуры и космических кораблей Фрименов, Дома Атрейдесов, Дома Харконненов, Космической Гильдии, а также Империума и Дома Коррино.

## Интересные факты
- В начале своей карьеры Дик Ферран работал помощником Рокко Джоффре и Сида Даттона — художников по визуальным эффектам фильмов «Бегущий по лезвию» (1982) и «Дюна» (1984). В будущем Дик будет художником в ремейках этих фильмов.